# Baja TT ACP
A Baja TT ACP foi uma prova anual todo-o-terreno integrada no Campeonato de Portugal de TT e na Taça de Portugal de TT, ambas integradas no calendário da FPAK - Federação Portuguesa de Automobilismo de Karting, assim como no Campeonato Nacional de Rally Raid da FMP - Federação de Motociclismo de Portugal. A primeira edição aconteceu em março de 2020, com competições para as modalidades de Auto, Moto, Quad e SSV. A organização da prova está a cargo do Automóvel Club de Portugal. 

## História
A criação da Baja TT ACP partiu de uma vontade dos pilotos portugueses em aumentar o número de provas no Campeonato de Portugal de Todo-o-Terreno AM I 48. Tendo como cenário o litoral alentejano, a prova em 2020 percorreu os trilhos entre Municípios de Santiago do Cacém e Grândola, incluindo ainda passagens por Alcácer do Sal e Sines. 
No seu ano de origem, a Baja contabilizou um total de 250 quilómetros percorridos, com destaque especial para um itinerário essencialmente marcado por pisos de areia — o elemento determinante e diferenciador desta prova. 
Com a presença no calendário do Campeonato Nacional de TT, a Baja realizou-se entre os dias 6 e 8 de março com a participação de mais de 85 equipas de Autos, Motos, Quads e SSVs. 
Miguel Barbosa e Pedro Velosa alcançaram o topo do pódio na categoria de Autos ao volante de um Toyota Hilux, seguido por João Ramos e Vítor Jesus, ao comando do mesmo modelo. Já a equipa Alejandro Martins/José Marques, num Mini JCW Rally, terminou em terceiro lugar no pódio. David Megre, após um ano sem competir, triunfou na categoria de Motos, com Gonçalo e Rodrigo Amaral em seguro e terceiro lugar respetivamente. Os três lugares do pódio terminaram a competição separados por apenas 1m 20,3 segundos. A dupla do Can-Am XRC, Luís Cidade e Pedro Mendonça, venceu em SSV, enquanto o primeiro lugar em Quads, entre apenas dois concorrentes, foi para Carlos Ferreira. 
A prova foi cancelada em 2021 devido ao agravamento da pandemia causada pela COVID-19. No ano seguinte, ocorreu a última edição, entre os dias 18 e 20 de março.

## Vencedores da Baja TT ACP
| Nome da Prova                                        | PEC    | Pódio - Autos | Pódio - Autos                  | Pódio - Autos  |
| Nome da Prova                                        | PEC    | Pos.          | Piloto / Navegador             | Equipa / Carro |
| 1º BP Ultimate Baja TT ACP De 6 a 8 de março de 2020 | 250kms | 1º            | Miguel Barbosa Pedro Velosa    | Toyota Hilux   |
| 1º BP Ultimate Baja TT ACP De 6 a 8 de março de 2020 | 250kms | 2º            | João Ramos Vítor Jesus         | Toyota Hilux   |
| 1º BP Ultimate Baja TT ACP De 6 a 8 de março de 2020 | 250kms | 3º            | Alejandro Martins José Marques | Mini JCW Rally |